# Марк Клаттенбург
Марк Клаттенбург (англ. Mark Clattenburg; нар. 13 березня 1975 року, Консетт, Дарем, Англія) — англійський футбольний арбітр. Базується в Ньюкасл-апон-Тайні, є членом Футбольної асоціації графства Дарем. З 2004 року обслуговує матчі Прем'єр-ліги, з 2006 — арбітр ФІФА.

## Кар'єра судді
Працював на фіналі Кубка Футбольної ліги 2012, фіналі Олімпійського турніру 2012 серед чоловіків, Суперкубку Англії 2013. На Євро-2012 був додатковим помічником Говарда Вебба.
28 травня 2016 він відсудив фінальний матч Ліги чемпіонів між двома мадридськими командами «Реал» та «Атлетіко».
1 березня 2016 увійшов до складу суддівської бригади для обслуговування матчів чемпіонату Європи з футболу 2016. На чемпіонаті відсудив чотири матчі в тому числі фінальний матч турніру.
З осені 2016 обслуговує відбіркові матчі чемпіонату світу 2018.

## Статистика
| Сезон                                                             | Матчі | Всього | за гру | Всього | за гру |
| ----------------------------------------------------------------- | ----- | ------ | ------ | ------ | ------ |
| 2000–01                                                           | 24    | 67     | 2.79   | 4      | 0.17   |
| 2001–02                                                           | 33    | 103    | 3.12   | 6      | 0.18   |
| 2002–03                                                           | 35    | 135    | 3.86   | 8      | 0.23   |
| 2003–04                                                           | 34    | 104    | 3.06   | 2      | 0.06   |
| 2004–05                                                           | 28    | 83     | 2.96   | 5      | 0.18   |
| 2005–06                                                           | 24    | 81     | 3.38   | 4      | 0.17   |
| 2006–07                                                           | 42    | 166    | 3.95   | 3      | 0.07   |
| 2007–08                                                           | 39    | 124    | 3.18   | 10     | 0.26   |
| 2008–09                                                           | 2     | 0      | 0.00   | 0      | 0.00   |
| 2009–10                                                           | 42    | 105    | 2.50   | 5      | 0.12   |
| 2010–11                                                           | 40    | 123    | 3.08   | 7      | 0.18   |
| 2011–12                                                           | 36    | 115    | 3.19   | 8      | 0.22   |
| 2012–13                                                           | 36    | 104    | 2.89   | 6      | 0.17   |
| 2013–14                                                           | 42    | 145    | 3.45   | 6      | 0.14   |
| 2014–15                                                           | 47    | 172    | 3.66   | 5      | 0.11   |
| 2015–16                                                           | 46    | 162    | 3.52   | 7      | 0.15   |
| Джерело: Soccerbase [Архівовано 14 липня 2016 у Wayback Machine.] |       |        |        |        |        |

Враховано усі змагання, включаючи домашні, європейські та міжнародні. Статистика до сезону 2000-01 недоступна.